# Marqués de Morata de la Vega
Marqués de Morata de la Vega is een sinds 1635 bestaande Spaanse adellijke titel.

## Geschiedenis
Op 9 september 1635 werd de titel van markies van Leganés gecreëerd door Filips IV van Spanje voor Gaspar Dávila Mesía y Felípez de Guzmán, zoon van Diego Mexía Felípez de Guzmán (ca. 1580-1655), eerste Marqués de Leganés. De titel ging vervolgens over naar de geslachten Osorio de Moscoso, De Bauffremont en in 1959 naar Barón, in welk laatste geslacht de titel zich nog steeds bevindt.
Huidig titeldrager is na het overlijden van zijn vader, Leopoldo Barón y Osorio de Moscoso (1920-1974), sinds 15 maart 1976 de in Mexico wonende Gonzalo Barón y Gavito (1948), tevens drager van de titels van Duque de Sessa, Marqués de Leganés, Marqués del Pico de Velasco de Angostina en Conde de Altamira.
Zijn dochter Adelaide Barón Carral (1977) verkreeg via hem op 9 juli 2004 de in 1708 gecreëerde titel van Duque de Atrisco, G. de E.